# Joco (Duo)

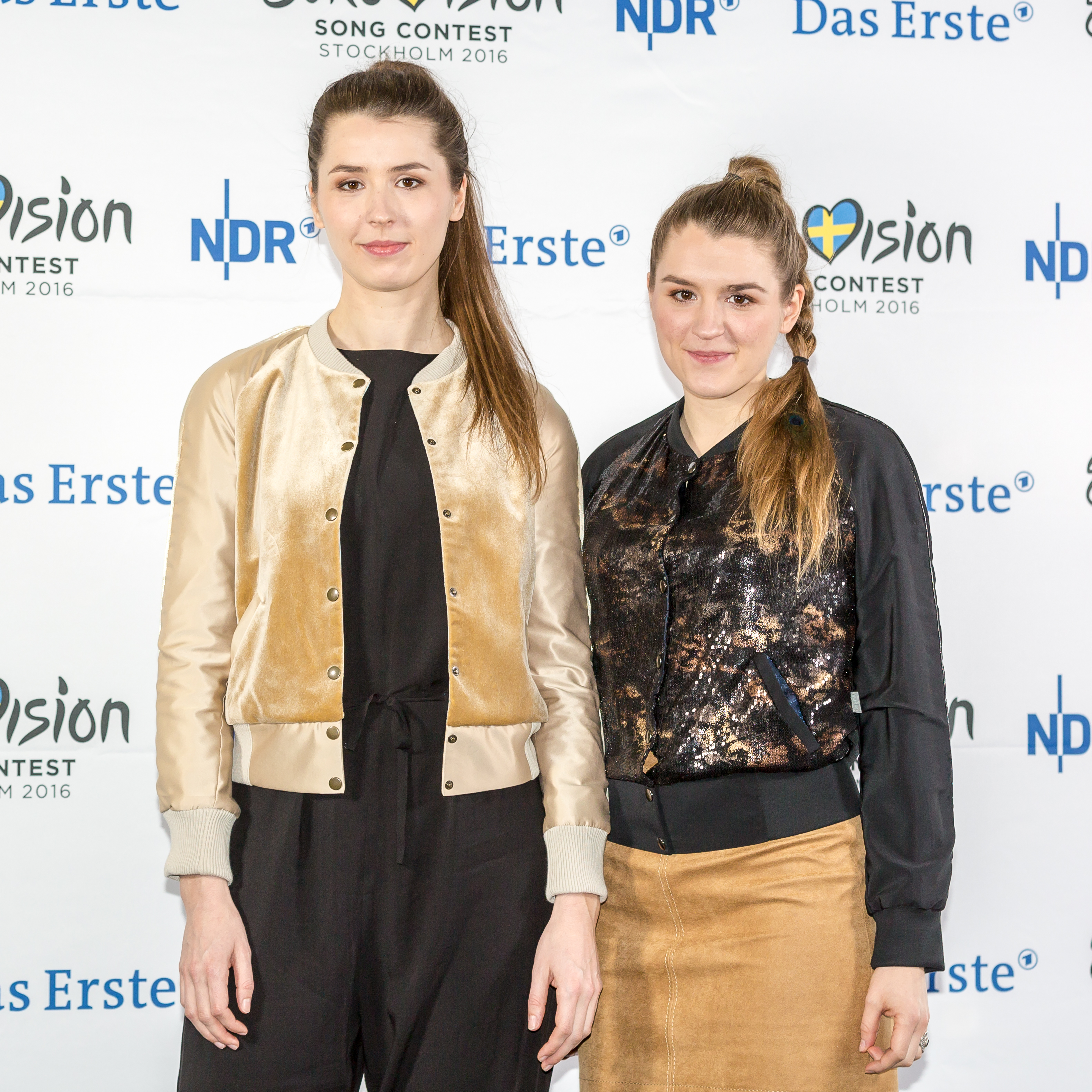
Joco, auf der Pressekonferenz zum ESC-Vorentscheid 2016

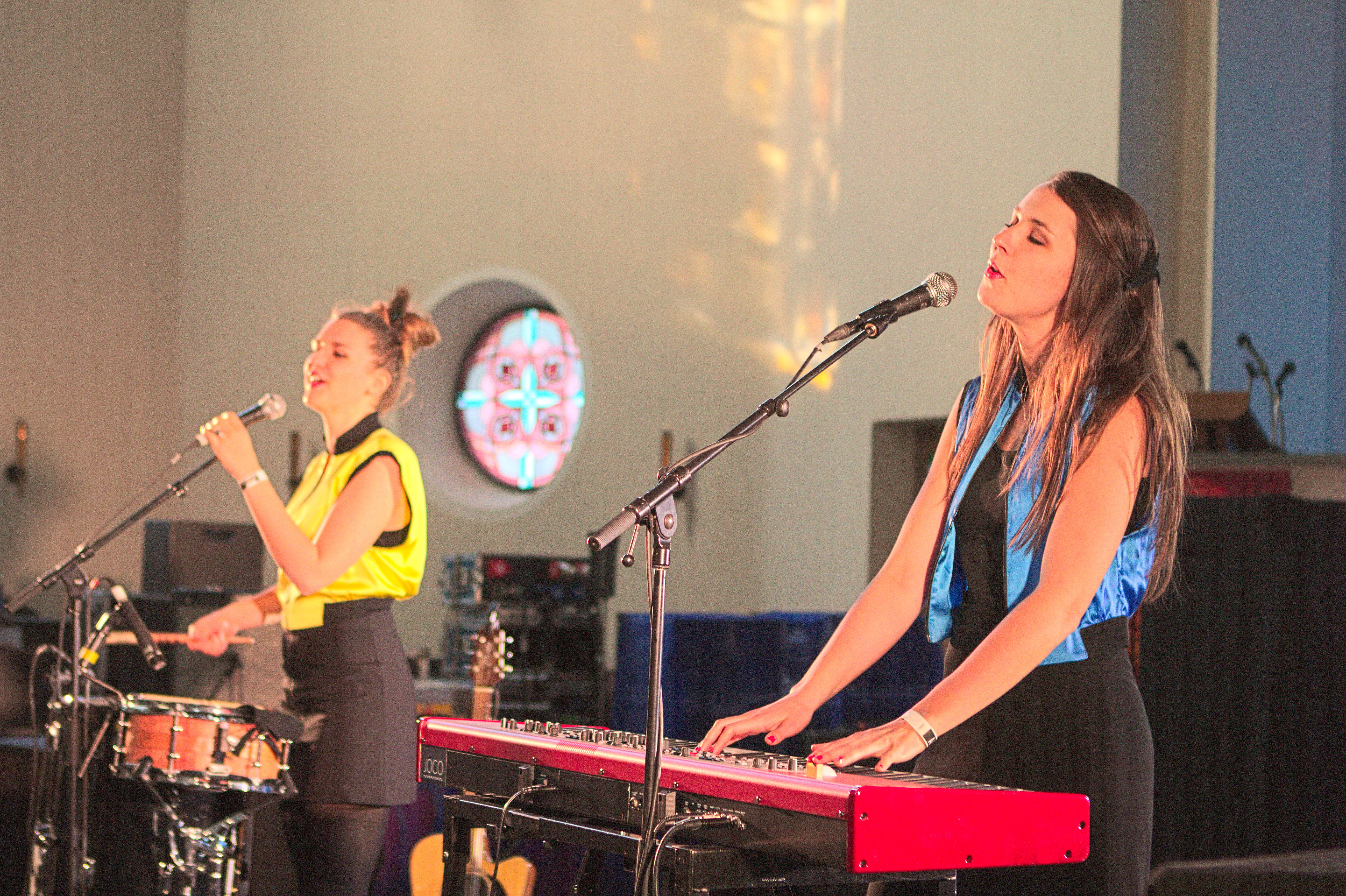
Joco auf dem Way Back When Festival 2015

Joco ist ein Hamburger Gesangs-Duo, das aus den beiden Schwestern Josepha Carl (* 1990) und Cosima Carl (* 1986) besteht.

## Geschichte
Josepha und Cosima Carl sind Geschwister, geboren in Schleswig-Holstein und aufgewachsen in Neermoor und Veenhusen/Moormerland in Ostfriesland, Niedersachsen. Durch ihre Eltern sind sie früh mit Musik in Kontakt gekommen und konnten sich an vielen Instrumenten ausprobieren. Nach ihrem Musikstudium im ArtEZ Conservatorium in Enschede (Niederlande) gründeten sie nach Versuchen mit Begleitband und einstimmigem Leadsänger das Duo Joco und treten seitdem als zweistimmiges Leadduo auf.

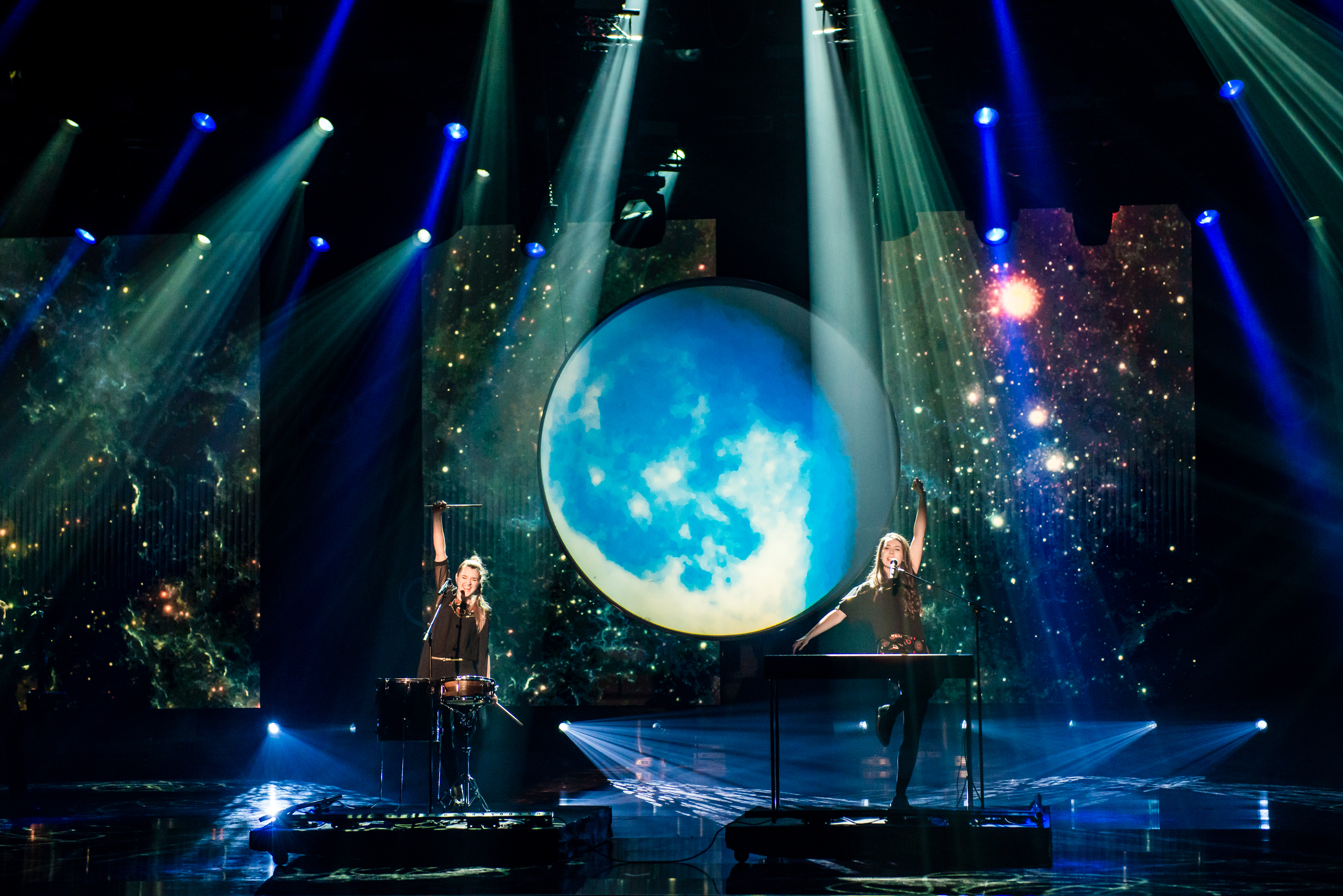
Joco am 25. Februar 2016 beim deutschen Vorentscheid für den Eurovision Song Contest

Im April 2014 nahmen Joco innerhalb von zwei Tagen in den berühmten Londoner Abbey Road Studios ihr Debütalbum Horizon auf. Der Grammy-Gewinner Steve Orchard (Paul McCartney, U2, Coldplay, Björk) mischte und produzierte es. Möglich gemacht wurde es von Itze talent, einer Künstlerförderung der Itzehoer Versicherung. Ende 2014 wurde JOCO von Sony Music Entertainment, Columbia unter Vertrag genommen. Das Album Horizon erschien 2015 bei Sony Music Columbia.
Im April 2015 spielte das Duo ihre eigenen Stücke gemeinsam mit der NDR Bigband bei einem Konzert im Rolf Liebermann Studio auf dem NDR Gelände in Hamburg.
Joco waren mit Künstlern wie Van Morrison und Lucy Rose auf Tournee.
Joco traten am 25. Februar 2016 beim deutschen Vorentscheid für den Eurovision Song Contest mit dem Lied Full Moon an, live übertragen in der ARD.
2017 erschien das Album "Into the Deep", wieder bei Sony Music Columbia.
Im Februar 2018 traten Joco an zwei Abenden in Folge im großen Saal der Elbphilharmonie auf, ein gemeinsamer Konzertabend mit dem NDR Elbphilharmonie Orchester.
Im Juli 2018 tourten Joco nach China, sie spielten ein Konzert im Rahmen des International City Sisters Youth Music Festival, Chengdu. 
Im März 2019 spielten Joco ein Konzert beim South by Southwest (SXSW) Festival in Austin, Texas (USA).

## Stil
Joco schreiben und komponieren alle Lieder selbst, dabei bedienen sie sich sowohl der englischen als auch der deutschen Sprache. Auf der Bühne spielen sie selbst die Begleitinstrumente, zu denen Gitarre, Klavier und Schlagzeug gehören. Stilistisch sind sie im Indie-Pop einzuordnen, wobei Indie-, Pop- und Singer-Songwriter-Elemente vermischt werden. 

## Auszeichnungen
- 2015 Musikpreis des Verbandes der Deutschen Konzertdirektionen

## Diskografie
- 2012: Early Morning
- 2015: Horizon (Album, Sony Music Entertainment)
- 2017: Into The Deep (Album, Sony Music Entertainment)

## Videos
- 2015: Pilot
- 2015: Why Didn’t I See
- 2017: Racquet
- 2017: Kopfkarussell